# Гуцал, Виктор Емельянович
Виктор Емельянович Гуцал (род. 2 января 1944 года) — советский и украинский дирижёр, композитор, профессор. Художественный руководитель Национального академического оркестра народных инструментов Украины. Народный артист Украинской ССР (1990).

## Биография
Родился 2 января 1944 года в селе Требуховцы (ныне Летичевский район, Хмельницкая область, Украина). В 1961 году окончил специальную музыкальную школу имени Крушельницкой, в 1966 году — Киевскую консерваторию (у Марка Гелиса). Работал артистом оркестра в Народном хоре имени Григория Верёвки (1966—1969), с 1969 года — дирижёр Киевского оркестра украинских народных инструментов, в 1979—1984 годах — дирижёр оркестра народных инструментов Республиканского радио и телевидения, с 1984 года — художественный руководитель Национального оркестра народных инструментов Украины.
В 1979—1996 годах — преподаватель КГК имени П. И. Чайковского, профессор (с 1996 года), основоположник кафедры бандуры и кобзарского искусства национального университета культуры и искусства, секретарь Всеукраинского музыкального союза, председатель Ассоциации народно-инструментального жанра Украины, сопредседатель конкурса «Новые имена» Украинского фонда культуры.
При непосредственном участии В. Гуцала как дирижёра, аранжировщика и композитора создана большая база аудиозаписей, в том числе фондовых записей Гостелерадио Украины с участием Национального оркестра народных инструментов Украины, солистов КУГАТОБ имени Т. Г. Шевченко, других известных вокалистов.

## Награды и премии
- полный кавалер ордена «За заслуги»: I (2007)[2], II (2004) и III степеней (2000)[3];
- орден князя Ярослава Мудрого IV (2019)[4] и V (2011)[5] степеней.
- народный артист Украинской ССР (1990)
- заслуженный артист Украинской ССР (1985)
- Государственная премия Украины имени Т. Г. Шевченко (1992) — за концертные программы (1988—1991)
- Почётная грамота Кабинета Министров Украины (1999)[6]

## Музыкальные произведения
Автор более 500 оркестровок, аранжировок и оригинальных произведений, которые популярны в том числе за пределами Украины, среди них визитная карточка НАО НИУ — «Запорожский марш» — написанный в 1969 году.
Музыка к кинофильмам — «Пропавшая грамота», «Васильченко», «Ой не ходи, Грицю», «Чумацкие юморески», «Народные картинки», «Приятные знакомства», автор сценариев «Скрипка», «Бандура», «Свирель».
Композиции — Запорожский марш, Танцевальные наигрыши, Веснянка, Праздничный марш, оркестровка Запорожского марша Н. Лысенко и многих других.

## Общественная деятельность
В августе 2011 года было обнародовано так называемое «письмо десяти», инициированное П. Кононенко — письмо украинской интеллигенции в поддержку политики тогдашнего Президента Виктора Януковича. Одним из десяти подписантов был Виктор Гуцал.